# 福佑寺

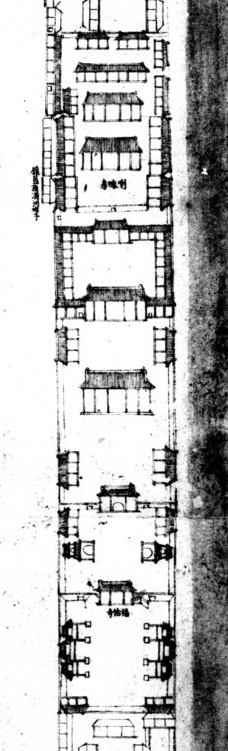
《乾隆京城全图》中的福佑寺。福佑寺以北为“喇嘛房”。喇嘛房西侧为“鑲藍旗满洲堆子”。图中右侧深色部分为紫禁城外西侧的筒子河，左侧空白部分为北长街。

福佑寺是位于中国北京市西城区北长街20号的一座藏传佛教格鲁派寺院，故宫外八庙之一。

## 历史
福佑寺位于紫禁城西华门外北长街北口路东，因该寺在清朝初年曾祭祀雨神，故过去又俗称“雨神庙”。福佑寺的建筑始建于清朝顺治年间（1644年至1661年间），原是清圣祖康熙帝的避痘所，又传说是康熙帝幼年时的读书处。雍正帝幼年时，为防止出痘，也曾经在保姆的照顾之下居于此处。雍正元年（1723年），雍正帝拟将此处建筑分给宝亲王（即日后的乾隆帝）为王府，但宝亲王并未迁入。乾隆帝继位后，将该建筑改为喇嘛庙，命名为“福佑寺”。
《钦定日下旧闻考·卷四十一·皇城三》载：
增：福佑寺，在西华门北街东（《大清一统志》）臣等谨按：福佑寺，雍正元年建。正殿恭奉“圣祖仁皇帝大成功徳佛”牌，东案陈设御制文集，西设宝座，殿额曰：“慈容俨在”，前殿额曰：“慧灯朗照”，大门外有东西二坊，东曰“佛光普照”，曰“圣徳永垂”，西曰“泽流九有”，曰“慈育羣生”，皆世宗御书。
乾隆五十八年（1786年），青海塔尔寺的十七世阿嘉活佛奉乾隆帝旨管理福佑寺事务。
1919年12月28日，在“驱张运动”中，毛泽东率领“湖南公民代表团”来到北京，遂在福佑寺的后院配殿里暂住。毛泽东在福佑寺创办了“平民通信社”，并自任社长，该社为驱张运动的宣传机构。
1927年，九世班禅来到北京（1928年改称北平），福佑寺乃改为班禅驻北平办事处，寺内有喇嘛驻锡焚修，喇嘛们的食用开销由雍和宫划拨。此后，凡到北平的蒙古族、藏族佛教徒，经常到福佑寺朝拜班禅，请班禅摩顶。直到1960年代初，福佑寺仍为班禅驻北京办事机构。1984年，福佑寺内建“中国民族博物馆”，收藏和中国各民族文化有关的文献、文物、影视等资料。1984年，福佑寺被公布为北京市文物保护单位。福佑寺的建筑及佛像保存较好，但福佑寺一直不对外开放。

## 建筑
福佑寺坐北朝南，外垣门西向。该寺共有三进院落，建制和雍和宫类似，为黄瓦红墙。寺院的主要建筑有山门、天王殿、大雄宝殿、后殿，以及东西配楼、耳房、后罩房等等：
- 外垣门：西向，朝向北长街。外垣门内为西牌楼。[3]
- 琉璃照壁：山门正南有一块巨型琉璃照壁，长18米多。[3]
- 牌楼：在山门外东西两侧，木制。东侧额曰“佛光普照”，曰“圣徳永垂”；西侧额曰“泽流九有”，曰“慈育羣生”，均为清世宗御书。[3]
- 山门：面阔三间，黄琉璃瓦歇山顶。山门前后有雕龙御路，山门左右有八字屏墙。[3][1]山门前置有一对清朝石狮[6]。
- 天王殿：黄琉璃瓦歇山顶。内供四大天王泥金塑像。[1]
  - 钟楼、鼓楼：位于天王殿前东、西两侧。黄琉璃瓦重檐歇山顶。钟楼内至今仍存雍正年间铸造的铜钟。[3]
- 大雄宝殿：面阔五间，黄琉璃瓦歇山顶，正脊中部有藏式莲花座铜塔。殿前有月台，雕云纹御路。[1][3]
  - 东、西配殿
- 后殿：面阔五间，歇山顶。后殿内曾经供奉有“圣祖仁皇帝大成功德佛”牌位，后来迁至紫禁城内藏传佛教佛堂雨花阁的楼上供奉至今。[1][3]
  - 东、西配殿

## 图集

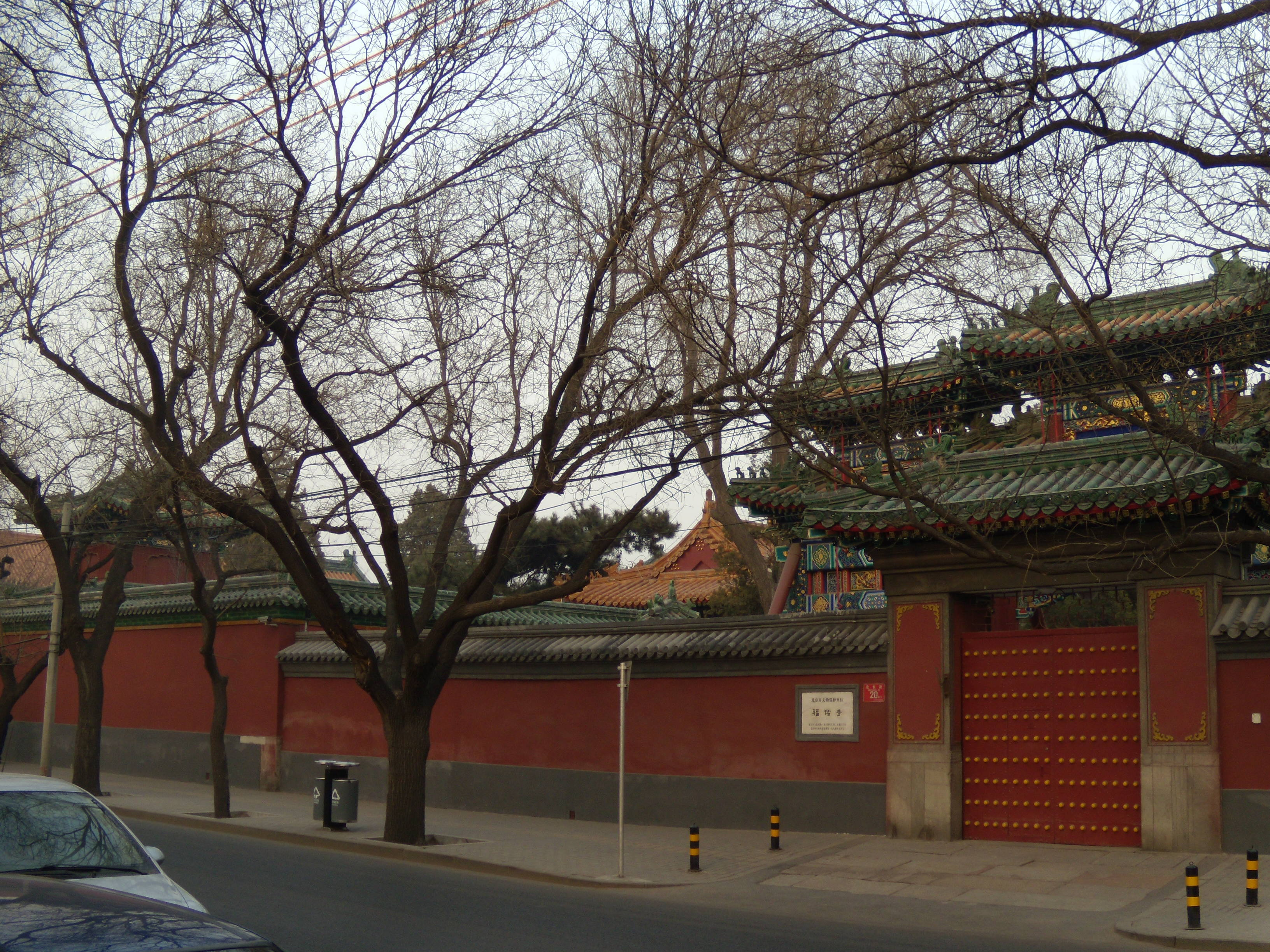
福佑寺
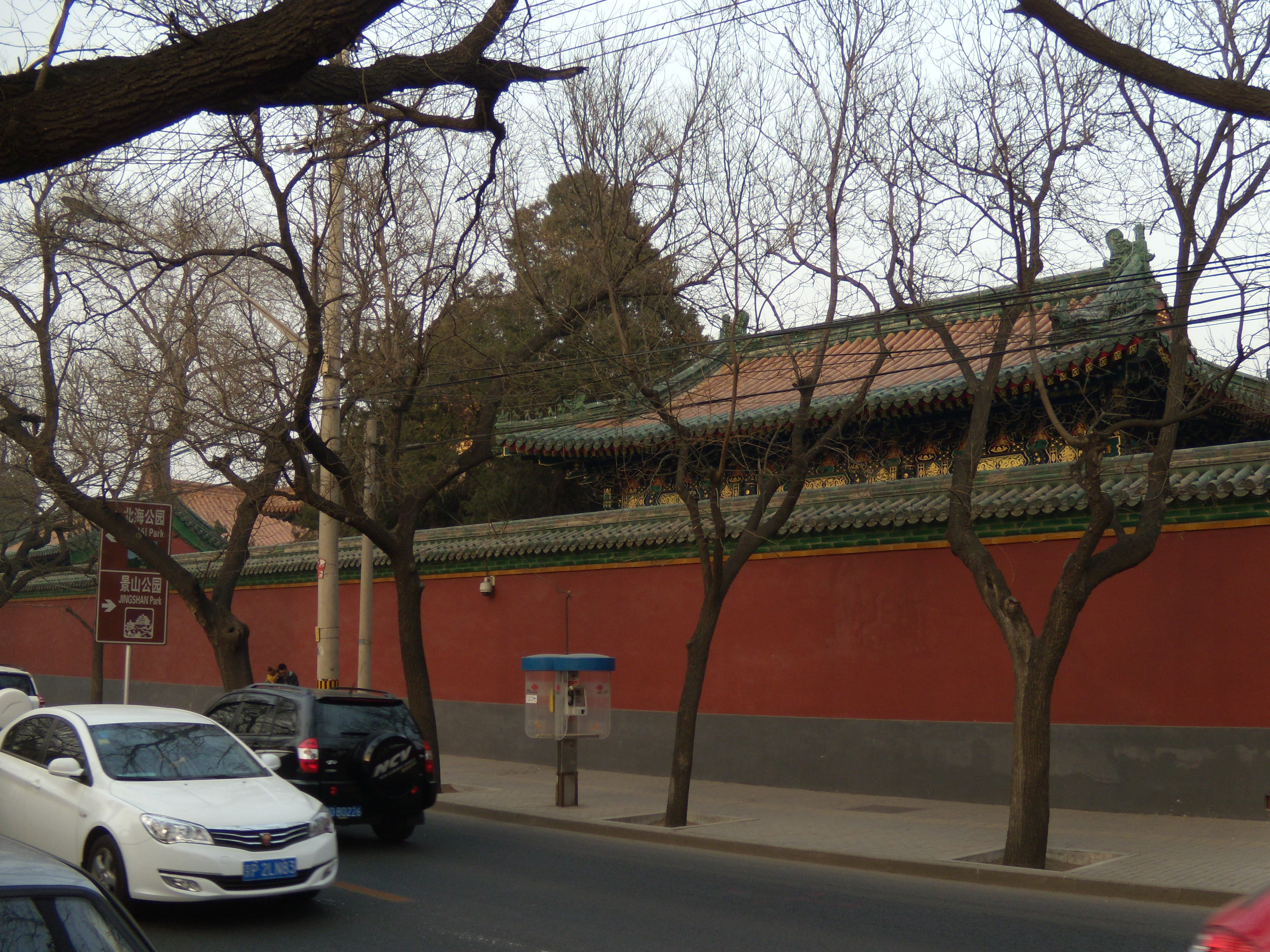
福佑寺
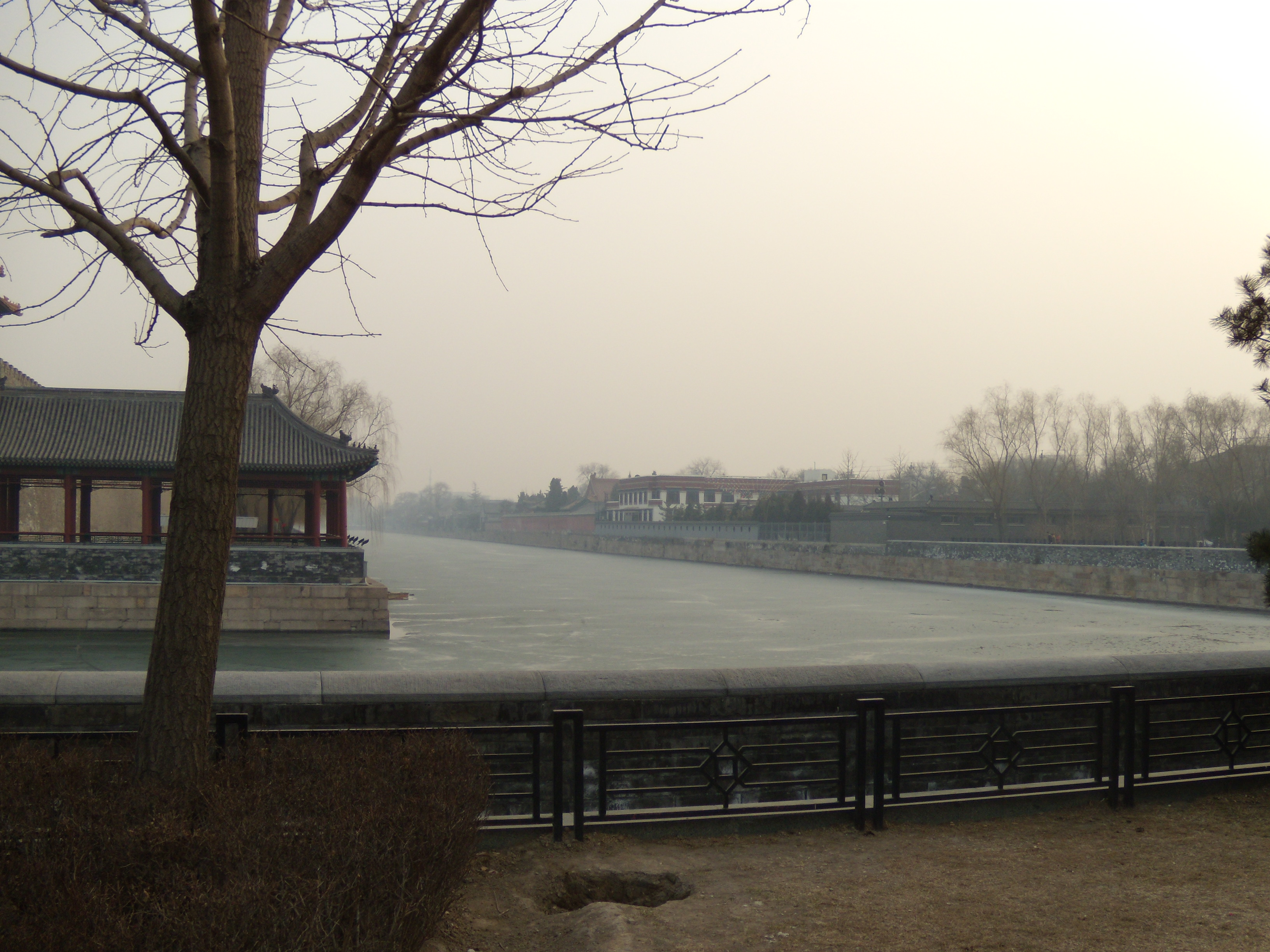
从北京故宫筒子河西北角眺望福佑寺。远处红墙即福佑寺东墙。福佑寺以北为一座新建的白色藏式楼房。